# Dread Zeppelin
Dread Zeppelin is een Amerikaanse band, die vooral bekend is voor het opvoeren van Led Zeppelin-nummers in een reggaestijl, gezongen door een Elvis-imitator. In de loop van de jaren hebben ze ook nummers opgevoerd van onder andere Elvis Presley, Bob Marley en The Yardbirds en ook eigen werk. Tijdens hun loopbaan bij I.R.S. Records toerden ze over de hele wereld om hun "Zeppelin-inna-reggae-stijl" te verspreiden.

## Discografie

### Studioalbums
| Jaar | Naam                                                |
| ---- | --------------------------------------------------- |
| 1990 | Un-Led-Ed                                           |
| 1991 | 5,000,000                                           |
| 1991 | Rock'n Roll (demo, alleen in Japan)                 |
| 1992 | It's Not Unusual                                    |
| 1993 | Hot & Spicy Beanburger                              |
| 1994 | The First No-Elvis                                  |
| 1995 | No Quarter Pounder                                  |
| 1996 | The Fun Sessions                                    |
| 1996 | Ruins                                               |
| 1998 | Spam Bake                                           |
| 2000 | Dejah Voodoo (heruitgebracht in 2004 als Re-Led-Ed) |
| 2002 | Presents                                            |
| 2004 | Chicken and Ribs                                    |
| 2007 | Bar Coda                                            |
| 2011 | Soso                                                |

### Extended plays
| Jaar | Album                        |
| ---- | ---------------------------- |
| 1989 | Kom Gib Mir Deine Zeppelin   |
| 1992 | Live on Blueberry Cheesecake |

### Singles
| Jaar | Naam                                         |
| ---- | -------------------------------------------- |
| 1989 | "Immigrant Song"/"Hey, Hey, What Can I Do"   |
| 1989 | "Whole Lotta Love"/"Tour-Telvis: A Bad Trip" |
| 1990 | "Heartbreaker (At the End of Lonely Street)" |
| 1990 | "Your Time Is Gonna Come" (edit)             |
| 1991 | "Stairway to Heaven"                         |